# Lovro Perko
Lovro Perko, slovenski učitelj in pisec časopisnih člankov, * 7. avgust 1865, Poljane nad Škofjo Loko, † 4. februar 1948, Ljubljana.

## Življenje in delo
Perko je dokončal enorazrednico v domačem kraju, nato je ljudsko šolo nadaljeval v Gorici, kjer je obiskoval tudi 1. razred gimnnazije, ostalo nižjo gimnazijo je dokončal v Trstu, 5. razred gimnazije in učiteljišče pa v 1890 v Ljubljani. Služboval je v Črnomlju (1890–1903), Žireh (do 1899), Gorenjem Logatcu, Poljanah nad Škofjo Loko (1903–1925) in bil nato do upokojitve decembra 1925 prideljen prosvetni upravi v Ljubljani. Kot čitalniški tajnik v Črnomlju je začel 1893 dopisovati v SN, bil pa je dopisnik tudi raznim drugim časopisom. Udejstvoval se je v raznih prosvetnih društvih, v Poljanah je ustanovil bralno društvo in bil soustanovitelj Sokola. Kot dober poznavatelj razmer v Poljanski dolini in bližnji sorodnik  I. Tavčarja je objavil več člankov s komentarji njegovih spisov.